# Eliza Ann Grier
Eliza Ann Grier (1864 – Charlotte, 1902) è stata una medica statunitense.

## Biografia
Eliza Anna Grier nacque nella contea di Mecklenburg, nella Carolina del Nord, nel 1864 da Emily e George Washington Grier. Sebbene fosse nata dopo il Proclama di emancipazione, era effettivamente una schiava nella parte della Carolina del Nord non occupata dall'esercito dell'Unione. Alla fine della guerra fu emancipata. Si trasferì con la famiglia ad Atlanta, in Georgia, nel 1869. In seguito si trasferì a Nashville, nel Tennessee, e si iscrisse alla Fisk University per diventare un'insegnante. Per potersi permettere le tasse universitarie, alternò lo studio con il lavoro; dopo essersi iscritta nel 1884, si laureò nel 1891.
Nel 1890 Grier scrisse al Woman's Medical College della Pennsylvania per ricevere informazioni sul corso di studi in medicina e sulla disponibilità di borse di studio. Fu accettata al college nel 1893. Non avendo ricevuto alcuna borsa di studio, ancora una volta lavorò per mantenersi. Grier lavorò raccogliendo cotone per pagarsi la scuola di medicina, impiegando sette anni per laurearsi.
Dopo la laurea, nel 1897, si trasferì ad Atlanta e chiese l'abilitazione all'esercizio della professione medica nella contea di Fulton, diventando così la prima donna afroamericana a ricevere l'abilitazione all'esercizio della professione medica nello Stato della Georgia. Grier aprì uno studio privato ad Atlanta, specializzandosi in ostetricia e ginecologia.

Un articolo del North American Medical Review del 1898 riporta questa sua dichiarazione:
Quando ho visto che le donne di colore facevano tutto il lavoro nei casi di parto e che tutti gli onorari andavano a qualche medico bianco che si limitava a guardare, mi sono chiesta perché non avrei potuto prendere l'onorario io stessa. A questo scopo mi sono qualificata. Sono andata a Filadelfia, ho studiato duramente medicina, mi sono laureata e sono tornata ad Atlanta, dove ho vissuto tutta la vita, per esercitare la mia professione. Alcuni dei migliori medici bianchi della città mi hanno accolto e hanno detto che mi daranno una possibilità di esercitare la professione. È tutto ciò che chiedo.
Durante questo periodo, integrò le sue entrate lavorando come insegnante.
Nel 1901 partecipò alla Tuskegee Negro Conference. Nello stesso periodo si trasferì ad Albany, in Georgia, dove lavorava il fratello Richard Edgar Grier, anch'egli medico. Morì nel 1902 e fu sepolta a Charlotte, nella Carolina del Nord.